# Metaglycodol
Metaglycodol (INN) là một loại thuốc được mô tả là thuốc an thần không bao giờ được bán trên thị trường.